# Gymnadenia archiducis-joannis
Gymnadenia archiducis-joannis är en orkidéart som först beskrevs av Herwig Teppner och Erich Klein, och fick sitt nu gällande namn av Herwig Teppner och Erich Klein. Gymnadenia archiducis-joannis ingår i släktet brudsporrar och familjen orkidéer.
Inga underarter finns listade i Catalogue of Life.
Artens utbredningsområde är Österrike. Arten förekommer i bergskedjorna Dachstein, Salzkammergut och Eiserner Berg. Den hittas i områden som ligger 1 800 till 2 000 meter över havet. Gymnadenia archiducis-joannis växer i bergsängar med kalkrik grund. Arten behöver ingen skugga och den blommar mellan juni och augusti.
Flera exemplar skadas av bergvandrare. Gräset och buskarna blir för höga och skapar för mycket skugga när betande djur uteblir. För många betande djur kan skada Gymnadenia archiducis-joannis. Växten är allmänt sällsynt. IUCN kategoriserar arten globalt som starkt hotad.

## Bildgalleri

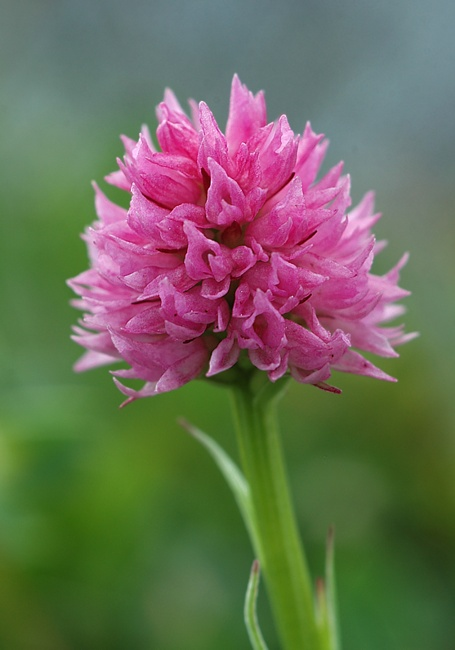
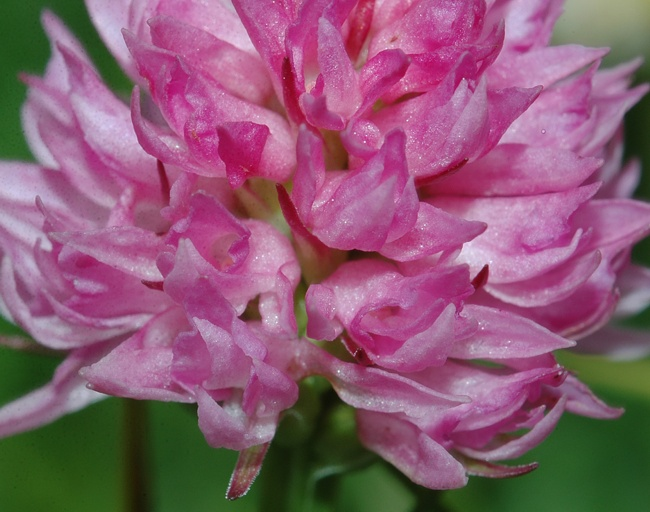